# 황줄깜정이

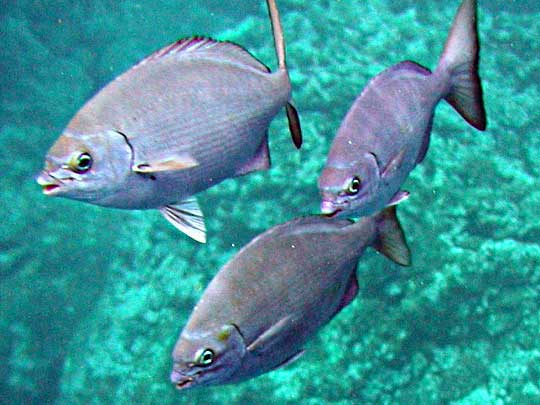

황줄깜정이(Kyphosus vaigiensis)는 검정우럭목 황줄깜정이과에 속하는 바다물고기이다. 태평양이나 인도양의 연안에 서식하면서 어류나 해조류 또는 작은 갑각류를 먹는다.

## 참조
1. ↑  “보관된 사본”. 2014년 12월 13일에 원본 문서에서 보존된 문서. 2013년 2월 26일에 확인함.